# Allosmerus
Allosmerus is een monotypisch geslacht van straalvinnige vissen uit de familie van spieringen (Osmeridae).

## Soort
- Allosmerus elongatus (Ayres, 1854)